# Hubert Deltour
Hubert Deltour (Wandre, 23 marzo 1911 – Liegi, 19 dicembre 1993) è stato un ciclista su strada e pistard belga.

## Carriera
Passato professionista nell'agosto del 1936 con la maglia della Armor ottenne subito dei successi al Circuit de l'Ouest; l'anno successivo passò nelle file dell'Alcyon e fu secondo al Giro delle Fiandre e quinto alla Parigi-Nizza; grazie ai buoni risultati ottenuti in primavera venne selezionato dalla sua squadra per prendere parte al Tour de France dove, pur non vincendo e ritirandosi prima della fine della rassegna, si mise in mostra ottenendo ben cinque piazzamenti nei primi dieci nelle tappe affrontate.
Nel 1939 fu secondo ai Campionati belgi e chiuse al terzo posto il Tour de Luxembourg vincendo una tappa, partecipò al Tour de Suisse che abbandonò, dopo un quarto posto nella prima tappa e un terzo posto nella seconda frazione, ed al Giro dei Tre Mari che portò a termine con tre vittorie di tappa e la classifica di miglior scalatore.
L'esplosione della Seconda guerra mondiale impedì il pieno sviluppo della sua carriera e negli anni del conflitto bellico Deltour fu costretto a gareggiare soprattutto nei criterium e nelle kermesse del Belgio come indipendente; si ritirò nel 1947 dopo aver corso un ultimo anno per i colori della Rochet.

## Palmares
- 1936 (Indipendente/Armor, quattro vittorie)

4ª tappa Giro del Belgio Indipendenti (Auvelais > Chimay, cronometro)
Grand Prix de'Hesbaye (Indipendenti)
2ª tappa Circuit de l'Ouest
3ª tappa Circuit de l'Ouest
- 1937 (Alcyon, una vittoria)

Tirlemont-Stockay
- 1938 (Alcyon, vittorie)

4ª tappa Tour de Luxembourg (Esch > Lussemburgo)
1ª tappa Giro dei Tre Mari (Roma > L'Aquila)
2ª tappa Giro dei Tre Mari (L'Aquila > Pescara)
11ª tappa Giro dei Tre Mari (Napoli > Roma)
- 1939 (Alcyon, una vittoria)

Flémalle-Andrenne-Flémalle

### Altri successi
- 1938 (Alcyon, due vittorie)

Wavre (kermesse)
Classifica scalatori Giro dei Tre Mari)
- 1939 (Alcyon, una vittoria)

Dworp (criterium)
- 1940 (Alcyon, una vittoria)

Baasrode (criterium)
- 1941 (Indipendente, due vittorie)

Critérium de Cointe
Hannut (criterium)
- 1942 (Indipendente, due vittorie)

Ans (criterium)
Liegi (criterium)
- 1943 (Indipendente, quattro vittorie)

Critérium de Namur
Eghezée (criterium)
Pousset (criterium)
Verviers (criterium)
- 1944 (Indipendente, una vittoria)

Beyne-Heusay (criterium)
- 1946 (Indipendente, una vittoria)

Leuze (criterium)
- 1947 (Rochet, una vittoria)

Gembloux (criterium)

## Piazzamenti

### Grandi giri
- Tour de France

1937: ritirato (17ª tappa, 1ª semitappa)

### Classiche monumento
- Giro delle Fiandre

1937: 2º
- Parigi-Roubaix

1939: 38º
- Liegi-Bastogne-Liegi

1943: 7º
1947: 37º